# Ratanpuri
Ratanpuri (nep. रतनपुरी) – gaun wikas samiti w środkowej części Nepalu w strefie Narajani w dystrykcie Bara. Według nepalskiego spisu powszechnego z 2001 roku liczył on 1486 gospodarstw domowych i 8379 mieszkańców (4197 kobiet i 4182 mężczyzn).